# Радомир Мудрић
Радомир Мудрић (Вршац, 1953) је универзитетски професор и доктор физичке културе. Ученик је Владимира и Илије Јорге, друга генерација каратиста у СФР Југославије и један од оснивача Карате савеза Београда. Носилац је црног појаса 9. Дан (Кудан) - Титуле великог учитеља  у традиционалном Шотокан-Фудокан каратеу). Изучава и усавршава се у Карате Ђуцу, који и промовише од 1995. године.

## Образовање и професионална каријера
Рођен 22. јула 1953. године у Вршцу. Дипломирао на Факултету физичке културе у Београду 1978. године. На истом Факултету магистрирао је 1994. године а докторирао 1999. године, са темом „Варијабилитет временских параметара напада у каратеу”.
Од 1978. године радио је као професор физичког васпитања у Образовном графичком центру у Новом Београду, након тога од 1979. ради у Спортском центру 25. мај, у Београду. Од 1994. године био је запослен у Вишој школи унутрашњих послова у Земуну МУП Републике Србије као наставник у звању професора на предмету Специјално физичко образовање.
Од 2006. год. професор на Високој спортској и здравственој школи у Београду (тренерски смер).
Научно истраживачки рад у МУП Р. Србије:
- истраживачки пројекти везани за трансформацију и реформу полицијског школства у МУП Р. Србије
- научно монографске публикације у области реформе полицијског школства у МУП Р. Србије.
- саопштења на међународним скуповима, симпозијумима, конгресима

Научно - истраживачки рад у области Борења - Каратеа: 
- научно истраживачки пројекти за временске параметре карате техника, напада у каратеу, мисаоних процеса (информациони процеси) одговорних за ефикасност применљивих карате техника
- саопштења на међународним скуповима, конгресима
- научно - стручне публикације књиге, уџбеници, научни радови и монографије
- протежира јединствени концепт Модела едукације у каратеу
- ради на афирмацији свих облика практиковања Каратеа и поштовања кaрате традицијe

## Карате биографија
- Каратеом се бави од 1968. године.
- Тренирао и био тренер у клубовима: Партизан, Н. Београд (1968/69 - 1970); Медицинар, Београд (1971—1978); 22. децембар, Н. Београда (1978—1982); 25 Мај, Београда (1982—24. март 1999).
- Тренер и селектор карате селекција Београда и Србије, председник тренерских организација КС Београда и Србије и председник и члан комисија за Звања у каратеу (за ученичка и мајсторска звања).
- За постигнуте резултате, и за допринос развоју спорта у Југославији, у периоду 1974-1980. награђен је са највишим спортским признањима, златним значкама СОФК Југославије.
- Добитник је и разних признања за развоја каратеа, од КС Београду, КС Србије и КС Југославије као и многих карате клубова широм бивше Југославије.
- Од 1974. - 1983. године члан Карате репрезентације СФР Југославије.
- Учествовао на 7 првенстава Европе и 3 шампионата Света (као члан репрезентативних тимова у борбама и катама освојио 12 медаља).
- Од 1982. - 1986. године тренер Карате репрезентације СФР Југославије.
- Од 1986. напушта све карате институције и посвећује се личном усавршавању у борењима (Karate и Ju Jutsu).
- Од 1994. интензивира рад на научно - истраживачком пољу Каратеа и афирмише га преко добијених резултата експерименталних истраживања.
- Као експерт за борења и данас ради на едукацији карате тренера широм Србије и бивше Југославије.
- У част својих учитеља Владимира и Илије Јорге осмислио кату WA I YO OYO (што су почетни иницијали браћа Јорга).
- На 6-ом. Светском фудокан карате шампионату, освојио 1. место - златну медаљу, у конкуренцији кате појединачно, ветерани
- Промовисан у звање 9. Dan (Дан) - World Fudokan Karate Federation, 2023. године.

## Галерија
- Сенсеи Радомир Мудрић, диплома за црни појас 9. Дан
- 1. Радомир Мудрић, златна медаља са Светског првенства 2015
- 2. Радомир Мудрић са првим тренером З. Балабаном, 1971
- 3. Првенство Европе 1976.:ТРОЈИЦА ВЕЛИЧАНСТВЕНИХ: Душа Дачић, Илија Јорга, Радомир Мудрић, 1976.
- 4. Др.: Илија Јорга, Владимир Јорга, Радомир Мудрић
- 5. Шампиони Европе 1978. Ката тим Југославије: Илија Јорга, Душа Дачић, Радомир Мудрић
- 6. Првенство Европе 1982. 2. место ката тим:Велибор Димитријевић, Драгослав Божовић, Радомир Мудрић
- 7. Ката тим Југославије, И. Јорга, Д. Дачић, Р. Мудрић, прваци Европе Београд, 1978/ Брисел, 1979.
- 8. Сенсеи Таиђи Казе и Мудрићи, 1995.
- 9. Р. Мудрић и Б. Демнијевски, 1976.
- 10. Шампиони Европе 1978
- 11. Европско првенство у Београду, 1978. против Немаца
- 12. Првак Србије у апсолутној и катама, 1978.